# القوى 5
القوى 5 (بالإنجليزية Hot Wheels Battle Force 5) هو مسلسل رسوم متحركة امريكي كندي من إنتاج شركة وارنر براذرز أنيميشن للموسم.